# Minh Tiến, Đoan Hùng
Minh Tiến là một xã thuộc huyện Đoan Hùng, tỉnh Phú Thọ, Việt Nam.
Xã Minh Tiến có diện tích 6,92 km², dân số năm 1999 là 2369 người, mật độ dân số đạt 342 người/km².